# Eildon
Eildon – miasto w Australii, w stanie Wiktoria.